# Fredrik Nilsson (schermidore)
Fredrik Nilsson (1º luglio 1973) è uno schermidore svedese, vincitore di una medaglia di bronzo ai campionati mondiali di scherma.

## Palmarès
In carriera ha conseguito i seguenti risultati:
- Mondiali di scherma

L'Avana 2003: bronzo nella spada a squadre.
- Europei di scherma

Copenaghen 2004: bronzo nella spada a squadre.